# Volley Strzelce Opolskie
Volley Strzelce Opolskie (wcześniej pod nazwą ZAKSA Strzelce Opolskie) – polski męski juniorski klub siatkarski z siedzibą w Strzelcach Opolskich, założony w 2017 w wyniku porozumienia ZAKSY Kędzierzyn-Koźle z Uczniowskim Klubem Sportowym w Strzelcach Opolskich. W latach 2017-2024 kiedy miała miejsce  współpraca obydwu klubów zespół nazywany był również rezerwami plusligowej drużyny. W sezonie 2024/2025 drużyna uczestniczyła w rozgrywkach II ligi siatkarskiej mężczyzn.

## Historia
W lipcu 2017 ZAKSA Kędzierzyn-Koźle podpisała porozumienie z Uczniowskim Klubem Sportowym w Strzelcach Opolskich. W jego wyniku powstał zespół pod nazwą ZAKSA Strzelce Opolskie, który został zgłoszony do rozgrywek II ligi siatkarskiej mężczyzn. Zespół od początku swojej historii był nastawiony na trenowanie młodych zawodników, a także na pomoc seniorom wracającym do pierwszej drużyny po kontuzji. 1 marca 2018 klub został przejęty przez nowo powstałe Stowarzyszenie ZAKSA-Strzelce Opolskie. Jeszcze w tym samym miesiącu stowarzyszenie przeniosło się do nowej siedziby, znajdującej się w strzeleckiej hali sportowej. Pierwszy sezon zespół ukończył na drugim miejscu w fazie zasadniczej, natomiast w fazie play-off odpadł w drugiej rundzie po przegranej z MCKiS Jaworzno. To, co nie udało się w pierwszym sezonie, udało się w następnym. Po zwycięstwie w ostatnim meczu z LUK Politechniką Lublin 3:0 zespół wywalczył udział w I lidze siatkarskiej w sezonie 2019/2020. Pierwszy sezon w tej lidze, niedokończony z powodu pandemii COVID-19 w Polsce, drużyna zakończyła na 10. miejscu w tabeli. Następny sezon nie był tak udany, klub do ostatniej kolejki walczył o utrzymanie w lidze, co udało się mimo przegranej z Gwardią Wrocław. W sezonie 2021/2022 drużyna nadal występowała w I lidze, zajęła jednak 15. miejsce w tabeli, przez co spadła do II ligi. Z końcem sezonu 2023/2024 w związku z zakończeniem współpracy z ZAKSĄ Kędzierzyn-Koźle drużyna zmieniła nazwę na Volley Strzelce Opolskie.

## Bilans sezon po sezonie
| Sezon     | Liga               | Miejsce | Punkty | Uwagi  |
| --------- | ------------------ | ------- | ------ | ------ |
| 2017/2018 | II liga, grupa V   | 3       | 52     |        |
| 2018/2019 | II liga, grupa V   | 2       | 46     | awans  |
| 2019/2020 | I liga             | 10      | 34     |        |
| 2020/2021 | I liga             | 11      | 27     |        |
| 2021/2022 | I liga             | 15      | 18     | spadek |
| 2022/2023 | II liga, grupa III | 3       | 50     |        |

Poziom rozgrywek:
     pierwszy, najwyższy ogólnokrajowy
     drugi
     trzeci

## Trenerzy
| Od            | Do            | Nazwisko          |
| ------------- | ------------- | ----------------- |
| lipiec 2017   | 30 lipca 2022 | Roland Dembończyk |
| 30 lipca 2022 |               | Dawid Krupa       |

## Kadra w sezonie 2021/2022
Skład pochodzi z oficjalnej strony klubu i z artykułu prasowego.
| Numer | Imię i nazwisko         | Wzrost | Pozycja      |
| ----- | ----------------------- | ------ | ------------ |
| 1     | Igor Woźniak            |        | środkowy     |
| 3     | Michał Hoszman          |        | przyjmujący  |
| 4     | Tomasz Gawron           | 186    | libero       |
| 5     | Filip Roque de Oliveira |        | atakujący    |
| 7     | Maciej Wóz              | 204    | środkowy     |
| 7     | Adrian Andruszkiewicz   |        | przyjmujący  |
| 9     | Jakub Gaweł             |        | środkowy     |
| 10    | Jakub Chwastyk          | 199    | atakujący    |
| 11    | Paweł Boniaszczuk       | 193    | rozgrywający |
| 12    | Krzysztof Zapłacki (K)  | 196    | przyjmujący  |
| 14    | Kacper Kupczak          |        | rozgrywający |
| 16    | Tomasz Świderski        |        | przyjmujący  |
| 17    | Oskar Pietkiewicz       |        | libero       |